# Arne Næss jr.
Arne Næss jr., född 8 december 1937 i Tyskland, död 13 januari 2004 vid en olycka i samband med bergsklättring utanför Kapstaden i Sydafrika, var en norsk affärsman, redare och bergsbestigare. Han besteg bland annat Mount Everest (1985). Han var även känd för att han var gift med sångerskan Diana Ross mellan 1986 och 2000.
Han var systerson till filosofen Arne Næss. Han var gift första gången med Filippa Kumlin, dotter och syster till diplomaterna Ragnar och Krister Kumlin.